# Emily Maitlis
Emily Maitlis, född 6 september 1970, är en brittisk journalist och tidigare nyhetsankare på BBC. Hon var huvudprogramledare för BBC Two:s nyhets- och aktualitetsprogram Newsnight fram till slutet av 2021. Då lämnade hon BBC och blev programledare för podden The News Agents på LBC Radio.
Hon höll 2019 en timslång intervju med prins Andrew med anledning av hans samröre med den amerikanske sexförbrytaren Jeffrey Epstein, som bland annat ledde till att prins Andrew avsade sig sina kungliga plikter.

## Biografi
Emily Maitlis föddes i Hamilton, Ontario i Kanada, av brittiska föräldrar, men växte upp på Park Avenue i Sheffield, med sina föräldrar och två äldre systrar, Nicky och Sally. Hennes far är Peter Maitlis,  professor emeritus i oorganisk kemi vid Universitetet i Sheffield, och hennes mor, Marion Basco, är en psykoterapeut från Cambridge.
Efter gymnasiet studerade hon engelska vid Queens' College på universitetet i Cambridge. Under studierna var hon bland annat aktiv i en teatergrupp och hade planer på att bli teaterregissör, men istället började hon med radio.
Innan Maitlis började  som presentatör arbetade hon med dokumentärer i Kambodja och Kina för TVB News och NBC med inriktning på ekonomi. Hon stationerades i Hongkong och blev snart reporter och började presentera nyheter när tigerekonomierna kraschade 1997. För engelska TV-bolaget Channel 4 var hon med och bevakade Storbritanniens  överlämnande av Hongkong till Kina samma år.
Hon flyttade till Sky News i Storbritannien som affärskorrespondent och började på BBC inför återlanseringen av BBC London 2001.
Hon var nyhetsuppläsare och programledare på BBC News Channel mellan åren 2006 och 2016. År  2016 ledde hon nyhetsdiskussionsprogrammet This Week's World på BBC Two, sent på eftermiddagen på lördagar. Hon hade arbetat med Newsnight sedan 2006, då hon började som vikarierande, och blev huvudprogramledare 2018.
I april 2019 publicerade hon boken Airhead: The Imperfect Art of Making News, en bok som beskriver hur tv-nyheter produceras.
I november 2019 intervjuade Maitlis prins Andrew för BBC:s Newsnight. Intervjun handlade om hans samröre med den amerikanske sexualförbrytaren och pedofilen Jeffrey Epstein och anklagelser om sexuella förbindelser med minderåriga. Efter intervjun kände sig prins Andrews tvungen att avsäga sig sina kungliga plikter, och han förlorade sedermera titeln "kunglig höghet.
I februari 2020 fick hennes intervju med prins Andrew priserna Årets intervju och Årets Scoop vid 2020 av brittiska branschorganisationen RTS. Intervjun har också blivit föremål för böcker och filmatiseringar. Bland annat filmen, Scoop, som är baserad på en bok, och filmen A Very Royal Scandal, båda från 2024. Den sistnämnda var Maitlis med och producerade.
Maitlis lämnade BBC 2022. Hon började bland annat göra en podcast för LBC, och har bevakat brittiska val för Channel 4.